# آئویی یوکی
یابوساکی آئویی (ژاپنی: 八武崎 碧 هپبورن: Yabusaki Aoi) که بیشتر با نام هنری آئویی یوکی (به ژاپنی: 悠木 碧 Yūki Aoi) شناخته می‌شود، یک بازیگر، صداپیشه و خواننده اهل استان چیبا، ژاپن است. هنگامی که ۱۶ ساله بود، او صداپیشگی شخصیت هفت ساله موراساکی کوهوین در مجموعه انیمه کوره-نایی را به عهده گرفت و از آن زمان به بعد در مجموعه‌هایی نظیر کوماچی هیکی‌گایا در همان‌طور که انتظار داشتم، کمدی رمانتیک جوانی من اشتباه است، لومینه در گنشین ایمپکت، کرول تپس در اوواری نو سراف، دایان در هفت گناه کبیره، ویکتوریکا د بلویس در گوسیک، یوکی کونو در اسورد آرت آنلاین II، فِرمی اسپیدرا در روکا نو یوشا، کایو هینازوکی/سوگیتا در پاک شده، تاماکی کوتاتسو در فایر فورس، تانیا فون دگوره‌چاف در حماسه تانیای شیطانی، فوتابا ساکورا در پرسونا ۵، مائومائو در خاطرات یک داروساز، و لوسی کوشینادا در سایبرپانک: اج رانرز صداپیشگی کرده است.

## زندگی‌نامه
یوکی در استان چیبا، ژاپن به دنیا آمد. او در چهار سالگی وارد صنعت سرگرمی شد. او در زمان کودکی، در چندین فیلم و نمایشنامه بازی کرد. از سال ۱۹۹۹ تا ۲۰۰۲، او به‌طور منظم در برنامه‌های رنگارنگ آپاره سانما دایی سنسیی و یاپاری سانما دایی سنسیی حضور پیدا کرد، که از فوجی تلویژن پخش می‌شد. هنگامی که در کلاس پنجم بود، برای اولین بار به عنوان یک صداپیشه ایفای نقش کرد.
در اواخر سال ۲۰۰۶، او به شرکت تئاتر سنترال ملحق شد. پس از ورود به دبیرستان در اوت ۲۰۰۷، او به آژانس بیریث پیوست و نام هنری خود را به آئویی یوکی تغییر داد. او اولین نقش اصلی خود را در سال ۲۰۰۸ و در مجموعه تلویزیونی انیمه کوره-نایی و در نقش شخصیت موراساکی کوهوین دریافت کرد. در اوت همان سال، او به آژانس پرا-فیت نقل مکان کرد. در سال ۲۰۰۹، او در دو مجموعه انیمه بازی کرد: آنیامارو تانتیی کیرومینزو در نقش میکوگامی ریکو و یومه‌ایرو پاتیسیئره در نقش آمانو ایچیگو. پس از آن، یوکی صداپیشگی قهرمانان اصلی زن در چندین مجموعه تلویزیونی، به‌ویژه آیریس از پوکمون: بهترین آرزوها و ویکتوریکا د بلویس از گوسیک را بر عهده گرفت.
او در مارس ۲۰۱۰ از دبیرستان و در مارس ۲۰۱۴ از دانشگاه فارغ‌التحصیل شد.

## مجموعه‌های انیمه
| سال  | عنوان                                                      | نقش                                      |
| ---- | ---------------------------------------------------------- | ---------------------------------------- |
| ۲۰۰۳ | سفر کینو                                                   | ساکورا                                   |
| ۲۰۰۴ | Aishiteruze Baby                                           | ماریکا                                   |
| ۲۰۰۵ | اونگای مای ملودی                                           | کوتو یومنو                               |
| ۲۰۰۶ | اونگای مای ملودی: کورو کورو شافل                           | کوتو یومنو                               |
| ۲۰۰۷ | اونگای مای ملودی: سوکیری                                   | کوتو یومنو                               |
| ۲۰۰۸ | کوره-نایی                                                  | موراساکی کوهوین                          |
| ۲۰۰۸ | شیکابانه هیمه: آکا                                         | آکیرا توکا                               |
| ۲۰۰۹ | آکیکان!                                                    | بودوکو                                   |
| ۲۰۰۹ | Anyamaru Tantei Kiruminzuu                                 | ریکو میکوگامی                            |
| ۲۰۰۹ | Nogizaka Haruka no Himitsu: Purezza                        | Hikari Hatsuse                           |
| ۲۰۰۹ | شیکابانه هیمه: کورو                                        | آکیرا توکا                               |
| ۲۰۰۹ | Sora no Manimani                                           | Maibara                                  |
| ۲۰۰۹ | Yumeiro Patissiere                                         | ایچیگو آمانو                             |
| ۲۰۰۹ | Yutori-chan                                                | Yutori Tanaka                            |
| ۲۰۱۰ | Dance in the Vampire Bund                                  | Mina Tepes                               |
| ۲۰۱۰ | دورارارا!!                                                 | شینرا کیشیتانی (جوان)                    |
| ۲۰۱۰ | Hyakka Ryōran Samurai Girls                                | Jūbei Yagyū                              |
| ۲۰۱۰ | Ichiban Ushiro no Dai Maō                                  | Korone                                   |
| ۲۰۱۰ | Jewelpet Tinkle                                            | Amelie                                   |
| ۲۰۱۰ | The World God Only Knows                                   | Mio Aoyama                               |
| ۲۰۱۰ | Pocket Monsters: Best Wishes!                              | Iris                                     |
| ۲۰۱۰ | شیکی                                                       | سوناکو کیریشیکی                          |
| ۲۰۱۰ | So Ra No Wo To                                             | Noel Kannagi                             |
| ۲۰۱۰ | Soredemo Machi wa Mawatteiru                               | Toshiko Tatsuno                          |
| ۲۰۱۰ | Yumeiro Patissiere Professional                            | Ichigo Amano                             |
| ۲۰۱۱ | A Channel                                                  | Tooru                                    |
| ۲۰۱۱ | بلزباب                                                     | چیاکی تانیمورا                           |
| ۲۰۱۱ | Ben-To                                                     | Hana Oshiroi                             |
| ۲۰۱۱ | گوسیک                                                      | ویکتوریکا د بلویس                        |
| ۲۰۱۱ | Horizon in the Middle of Nowhere                           | Suzu Mukai                               |
| ۲۰۱۱ | Ikoku Meiro no Croisée                                     | Alice Blanche                            |
| ۲۰۱۱ | آخرین تبعیدی، بال نقره‌ای                                   | Giselle Collette Vingt                   |
| ۲۰۱۱ | Puella Magi Madoka Magica                                  | Madoka Kaname                            |
| ۲۰۱۱ | Persona 4 The Animation                                    | Aika Nakamura                            |
| ۲۰۱۱ | YuruYuri                                                   | Rivalun                                  |
| ۲۰۱۲ | Daily Lives of High School Boys                            | Ringo-chan                               |
| ۲۰۱۲ | Dog Days'                                                  | Couvert Eschenbach Pastillage            |
| ۲۰۱۲ | Hyōka                                                      | Kurako Eba                               |
| ۲۰۱۲ | Inazuma Eleven GO vs. Danbōru Senki W                      | Kinako Nanobana                          |
| ۲۰۱۲ | Inazuma Eleven GO Chrono Stone                             | Kinako Nanobana                          |
| ۲۰۱۲ | Joshiraku                                                  | Mask                                     |
| ۲۰۱۲ | Pocket Monsters: Best Wishes! Season 2                     | Iris                                     |
| ۲۰۱۲ | Saki: Achiga-hen episode of Side-A                         | Shizuno Takakamo                         |
| ۲۰۱۲ | Senki Zesshō Symphogear                                    | Hibiki Tachibana                         |
| ۲۰۱۲ | Touhou Musou Kakyou 2                                      | Youmu Konpaku                            |
| ۲۰۱۲ | یورو یوری♪♪                                                | Rivalun/Raika                            |
| ۲۰۱۳ | BlazBlue Alter Memory                                      | Platinum the Trinity/Trinity Glassfield  |
| ۲۰۱۳ | Gundam Build Fighters                                      | Kirara                                   |
| ۲۰۱۳ | Hyakka Ryōran Samurai Bride                                | Jūbei Yagyū                              |
| ۲۰۱۳ | Inazuma Eleven GO Galaxy                                   | Konoha Morimura                          |
| ۲۰۱۳ | کمدی رمانتیک نوجوانی من اس‌ان‌ای‌اف‌یو                         | کوماچی هیکی‌گایا                          |
| ۲۰۱۳ | Pocket Monsters: Best Wishes! Season 2: Episode N          | Iris                                     |
| ۲۰۱۳ | Pocket Monsters: Best Wishes! Season 2: Decolora Adventure | Iris                                     |
| ۲۰۱۳ | Senki Zesshō Symphogear G                                  | Hibiki Tachibana                         |
| ۲۰۱۳ | Valvrave the Liberator                                     | Akira Renbōkoji                          |
| ۲۰۱۴ | The Pilot's Love Song                                      | Nina Viento/Claire Cruz                  |
| ۲۰۱۴ | Black Bullet                                               | Kohina Hiruko                            |
| ۲۰۱۴ | Soul Eater Not!                                            | Meme Tatane                              |
| ۲۰۱۴ | Free! - Eternal Summer                                     | Sōsuke Yamazaki (young)                  |
| ۲۰۱۴ | Buddy Complex                                              | Fiona Jyunyou Weinberg                   |
| ۲۰۱۴ | If Her Flag Breaks                                         | Serika Gin'yūin                          |
| ۲۰۱۴ | کنسرت نوبوناگا                                             | اوایچی                                   |
| ۲۰۱۴ | Rokujyoma no Shinryakusha!?                                | Korama                                   |
| ۲۰۱۴ | Keroro                                                     | New Keroro, Black Star, Monaka           |
| ۲۰۱۴ | The Seven Deadly Sins                                      | دایان                                    |
| ۲۰۱۴ | اسورد آرت آنلاین II                                        | یوکی کونو                                |
| ۲۰۱۴ | Yu-Gi-Oh! Arc-V                                            | Mieru Hochun                             |
| ۲۰۱۵ | Aria the Scarlet Ammo AA                                   | Kirin Shima                              |
| ۲۰۱۵ | Chaos Dragon                                               | Shaddy                                   |
| ۲۰۱۵ | کارآگاه کونان                                              | فوناکو ناکای                             |
| ۲۰۱۵ | Dog Days"                                                  | Couvert Eschenbach Pastillage            |
| ۲۰۱۵ | گنگستا.                                                    | نینا                                     |
| ۲۰۱۵ | Ketsuekigata-kun! ۲                                        | Type A-chan                              |
| ۲۰۱۵ | Ketsuekigata-kun! ۳                                        | Type A-chan                              |
| ۲۰۱۵ | وان پانچ من                                                | تاتسوماکی                                |
| ۲۰۱۵ | Onsen Yōsei Hakone-chan                                    | Goura                                    |
| ۲۰۱۵ | اورلرد                                                     | کلمنتین                                  |
| ۲۰۱۵ | روکا نو یوشا                                               | فِرمی اسپیدرا                             |
| ۲۰۱۵ | Senki Zesshō Symphogear GX                                 | Hibiki Tachibana                         |
| ۲۰۱۵ | اوواری نو سراف                                             | کرول تپس                                 |
| ۲۰۱۵ | Seraph of the End: Battle in Nagoya                        | Krul Tepes                               |
| ۲۰۱۵ | Tantei Kageki Milky Holmes TD                              | Carroll Dodgson                          |
| ۲۰۱۵ | The Asterisk War                                           | Meeko Yanase                             |
| ۲۰۱۵ | توکیو غول √A                                               | کورونا                                   |
| ۲۰۱۵ | World Break: Aria of Curse for a Holy Swordsman            | Shizuno Urushibara                       |
| ۲۰۱۵ | Yahari Ore no Seishun Love Come wa Machigatteiru. Zoku     | Komachi Hikigaya                         |
| ۲۰۱۵ | Yamada-kun and the Seven Witches                           | Noa Takigawa, Maki                       |
| ۲۰۱۵ | Yo-Kai Watch                                               | Inaho Misora                             |
| ۲۰۱۵ | Young Black Jack                                           | Eri Imagami                              |
| ۲۰۱۵ | Yurikuma Arashi                                            | Mitsuko Yurizono                         |
| ۲۰۱۵ | YuruYuri San☆Hai!                                          | Rivalun/Raika                            |
| ۲۰۱۶ | وکیل تک                                                    | Mayoi Ayasato                            |
| ۲۰۱۶ | Ange Vierge                                                | Ramiel                                   |
| ۲۰۱۶ | Divine Gate                                                | Dorothy                                  |
| ۲۰۱۶ | Endride                                                    | Mischa                                   |
| ۲۰۱۶ | پاک شده                                                    | کایو هینازوکی/سوگیتا                     |
| ۲۰۱۶ | Ketsuekigata-kun! ۴                                        | Type A-chan                              |
| ۲۰۱۶ | Magic of Stella                                            | Kayo Fujikawa                            |
| ۲۰۱۶ | مدرسه قهرمانانه من                                         | Tsuyu Asui                               |
| ۲۰۱۶ | Qualidea Code                                              | Maihime Tenkawa                          |
| ۲۰۱۶ | Ragnastrike Angels                                         | Kasumi Barnette Midō                     |
| ۲۰۱۶ | Super Lovers                                               | Ai Natsukawa                             |
| ۲۰۱۶ | هفت گناه کبیره                                             | دایان                                    |
| ۲۰۱۶ | Tanaka-kun is Always Listless                              | Rino                                     |
| ۲۰۱۶ | The Asterisk War 2nd Season                                | Meeko Yanase                             |
| ۲۰۱۷ | ACCA: 13-Territory Inspection Dept.                        | Lotta                                    |
| ۲۰۱۷ | Aho Girl                                                   | Yoshiko Hanabatake                       |
| ۲۰۱۷ | Altair: A Record of Battles                                | Brigitta Grimaldi                        |
| ۲۰۱۷ | Battle Girl High School                                    | Sadone                                   |
| ۲۰۱۷ | سفر کینو                                                   | کینو                                     |
| ۲۰۱۷ | My Girlfriend Is Shobitch                                  | Akiho Kōsaka                             |
| ۲۰۱۷ | مدرسه قهرمانانه من ۲                                       | Tsuyu Asui; Pony Tsunotori               |
| ۲۰۱۷ | Sakurada Reset                                             | Sumire Sōma                              |
| ۲۰۱۷ | Senki Zesshō Symphogear AXZ                                | Hibiki Tachibana                         |
| ۲۰۱۷ | حماسه تانیای شیطانی                                        | تانیا فون دگوره‌چاف                       |
| ۲۰۱۸ | وکیل تک فصل دوم                                            | Mayoi Ayasato (Maya Fey)                 |
| ۲۰۱۸ | Asobi Asobase                                              | Tsugumi Aozora                           |
| ۲۰۱۸ | As Miss Beelzebub Likes                                    | Dantalion                                |
| ۲۰۱۸ | Death March to the Parallel World Rhapsody                 | Arisa                                    |
| ۲۰۱۸ | Hakata Tonkotsu Ramens                                     | Misaki                                   |
| ۲۰۱۸ | Hakumei and Mikochi                                        | Konju                                    |
| ۲۰۱۸ | Kakuriyo: Bed and Breakfast for Spirits                    | Ougon Douji                              |
| ۲۰۱۸ | Karakuri Circus                                            | Columbine                                |
| ۲۰۱۸ | Lord of Vermilion: The Crimson King                        | Sakiyama Koume                           |
| ۲۰۱۸ | Magical Girl Site                                          | Ni                                       |
| ۲۰۱۸ | مدرسه قهرمانانه من ۳                                       | Tsuyu Asui; Pony Tsunotori               |
| ۲۰۱۸ | Persona 5: The Animation                                   | فوتابا ساکورا                            |
| ۲۰۱۸ | Pop Team Epic                                              | Popuko (Episode 2-A)                     |
| ۲۰۱۸ | Radiant                                                    | Mélie                                    |
| ۲۰۱۸ | SSSS.Gridman                                               | Borr                                     |
| ۲۰۱۸ | The Master of Ragnarok & Blesser of Einherjar              | Albertina                                |
| ۲۰۱۸ | هفت گناه کبیره: Revival of the Commandments                | دایان                                    |
| ۲۰۱۸ | وتاکوی: عشق واسه اوتاکوها سخته                             | کو ساکوراگی                              |
| ۲۰۱۹ | 7 Seeds                                                    | Hotaru Kusakuri                          |
| ۲۰۱۹ | Boogiepop and Others                                       | Touka Miyashita Miyashita/Boogiepop      |
| ۲۰۱۹ | شیطان کش: کیمتسو نو یائیبا                                 | [Black-Haired] Guide (Kiriya Ubuyashiki) |
| ۲۰۱۹ | فایر فورس                                                  | تاماکی کوتاتسو                           |
| ۲۰۱۹ | Granbelm                                                   | Suishō Hakamada                          |
| ۲۰۱۹ | Grimms Notes The Animation                                 | Shirayuki-hime                           |
| ۲۰۱۹ | Isekai Quartet                                             | Tanya von Degurechaff                    |
| ۲۰۱۹ | مدرسه قهرمانانه من ۴                                       | Tsuyu Asui                               |
| ۲۰۱۹ | وان پانچ من ۲                                              | تاتسوماکی                                |
| ۲۰۱۹ | Senki Zesshō Symphogear XV                                 | Hibiki Tachibana                         |
| ۲۰۱۹ | Teasing Master Takagi-san 2                                | Hōjō                                     |
| ۲۰۱۹ | هفت گناه کبیره: خشم خدایان                                 | دایان                                    |
| ۲۰۲۰ | Appare-Ranman!                                             | Hototo                                   |
| ۲۰۲۰ | Fate/Grand Order - Absolute Demonic Front: Babylonia       | Tiamat                                   |
| ۲۰۲۰ | فایر فورس فصل دوم                                          | تاماکی کوتاتسو                           |
| ۲۰۲۰ | Healin' Good Pretty Cure                                   | Nodoka Hanadera/Cure Grace, Suzuchan     |
| ۲۰۲۰ | Infinite Dendrogram                                        | Liliana Grandria                         |
| ۲۰۲۰ | Isekai Quartet 2                                           | تانیا فون دگوره‌چاف                       |
| ۲۰۲۰ | My Teen Romantic Comedy SNAFU Climax                       | کوماچی هیکی‌گایا                          |
| ۲۰۲۰ | Our Last Crusade or the Rise of a New World                | Emperor Yunmelngen                       |
| ۲۰۲۰ | Plunderer                                                  | میزوکا یونوهارا                          |
| ۲۰۲۰ | Princess Connect! Re:Dive                                  | سوزومه                                   |
| ۲۰۲۰ | Rent-A-Girlfriend                                          | مامی نانامی                              |